# 조흥은행 야구단
조흥은행 야구단은 1946년부터 1964년까지 존재했던 실업 야구단이다. 1964년 조흥은행 본사에 발생한 대형화재 탓에 회사가 야구단을 운영할 여력이 없어져 결국 여자농구부와 함께 해체되었다.